# The Car Man
Ne doit pas être confondu avec Carmen (opéra).
The Car Man est un ballet de Matthew Bourne qui raconte les rêves et les passions d'une petite communauté du Midwest américain enflammée par l'arrivée d'un séduisant étranger.

## Musique et synopsis
La musique de cette production s'inspire de l'opéra Carmen de Bizet (le titre The Car Man rappelle d'ailleurs par sa sonorité le titre de l'opéra de Mérimée, Carmen[pas clair]), et plus précisément du ballet Carmen Suite de Rodion Chtchedrine.
Par contre, l'histoire diffère complètement de l'intrigue de l'opéra. Elle est librement inspirée du roman de James M. Cain Le facteur sonne toujours deux fois, sorti dans une première version en 1934, et des films du même nom de 1946 (le film de Tay Garnett) et 1981. Les personnages habitent un garage et un restaurant attenant. Ils sont imprégnés de graisse, d'huile de friture et de l'humidité poisseuse du Sud américain, et des scènes de sexe sont incluses sur les tables de cuisine  et sur les sièges arrière des voitures. Le ballet se distingue par ses représentations franches de la violence et du sexe, y compris de l'homoérotisme. La transposition que réalise Bourne est du même ordre que la transposition du Roméo et Juliette de Shakespeare réalisée dans West Side Story. « Je voulais faire quelque chose de plus terreux, de plus cochon, de plus cru. Je voulais également réaliser un thriller. », explique Matthew Bourne.

## Historique du spectacle
Ce ballet est présenté en avant-première mi-mai 2000 au Théâtre royal de Plymouth, en Angleterre[incompréhensible], puis mis en scène au théâtre Old Vic de Londres en septembre de la même année.

## Fiche technique
- Matthew Bourne : mise en scène, chorégraphie et direction
- Ferry Davies : musique basée sur Carmen Suite de Rodion Chtchedrine
- Production : KDM Films en association avec TRIO et Warner Vision
- Les danseurs :
  - Alan Vincent : Luca, le vagabond
  - Sarance Curtin : Lana, la femme de Dino
  - Will Kemp : Angelo, l'amoureux de Rita
  - Etta Murfitt : Rita, la sœur de Lana
  - Scott Ambler : Dino, le propriétaire du garage et du restaurant Dino